# Ulrike Haage
Ulrike Haage (née à Cassel) est une pianiste et compositrice allemande. Elle est également productrice de Hörspiele (pièces radiophoniques) pour lesquels elle assure aussi la dramaturgie et la composition. 
Elle a reçu le Prix du Jazz Allemand (Albert Mangelsdorff-Preis) en 2003.
Elle vit à Berlin depuis une dizaine d’années[Quand ?].

## Biographie

### Débuts
Ulrike Haage a passé son enfance dans la Ruhr. Elle a grandi avec la très importante collection de disques de jazz de ses parents[source insuffisante]. Adolescente, elle a chanté et joué de la guitare dans un groupe amateur.
Afin d’étudier la musique et la musicothérapie, elle emménage à Hambourg. De 1985 à 1989, elle est chargée de cours (Dozentin) en improvisation et direction d’orchestre à la Musikhochschule de Hambourg (Faculté de musique). Pendant cette période, elle commence à composer et rentre dans le premier groupe allemand féminin : Reichlich Weiblich[réf. souhaitée]. Grâce à son travail avec Peter Zadek sur Andi, elle rencontre FM Einheit[réf. souhaitée]. Avec celui-ci, Alfred 23 Harth et Phil Minton, elle fonde le groupe Vladimir Estragon. Plus tard, le quartet se transforme en trio (Alfred 23 Harth quitte le groupe), GOTO, avec Phil Minton.

### Les années entre pop et théâtre
À partir de 1989, elle rejoint Katharina Franck dans Rainbirds, un groupe de pop déjà célèbre[réf. souhaitée]. Elle enregistrera avec le groupe tous les autres albums, dont Two faces et In A Different Light. C’est Anton Corbijn qui réalise le clip de Two Faces.
Entre les tournées et les enregistrements pour Rainbirds et le groupe musical de théâtre (Theatermusikgruppe) Stein, composé de Katharina Franck, FM Einheit et Ulrike Haage, elle travaille avec les metteurs en scène Uwe Eric Laufenberg (à Zurich) et Kazuko Watanabe[réf. souhaitée]. Depuis 2000, elle participe au projet Ring avec le chorégraphe Felix Ruckert et le musicien Christian Meyer. Il s’agit de jouer simultanément à la chorégraphie qui se déroule devant ses yeux et en interaction avec les danseurs.
En 1999, elle commence un travail intensif avec la comédienne Meret Becker. Elle devient la directrice musicale du programme de concert Nachtmahr et enregistre le CD Fragiles.
Avec la traductrice et éditrice Pociao, elle fonde Sans Soleil, maison d’édition de Hörbücher (livre audio)[réf. souhaitée]. À ce jour, elles ont édité neuf CD et sept livres.

### Le prix du jazz allemand: Alfred Mangelsdorff Preis
En 2003, Ulrike Haage est la première femme (et plus jeune « jazzman ») à recevoir le prix allemand du jazz. Markus Müller, en lui remettant le prix a salué son œuvre qui explore plusieurs genres[réf. nécessaire]. Il a souligné par ailleurs son chemin à travers la pop, l’art et l’avant-garde.

### Après 2004
En 2004, paraît  son premier album instrumental Sélavy. Les deux années qui suivent, l'Institut Goethe de Moscou lui organise deux tournées dans les villes de la Wolga et en Sibérie afin de présenter son album et de diriger des workshops. En 2006, elle enregistre son deuxième album solo, Weißes Land.
Elle est également, depuis 2008, artiste-résidente de la fondation Hartung-Bergman. Elle compose en dialogue avec les peintures de Anna-Eva Bergman une pièce pour musique de chambre, vibraphone, marimbaphone (ou marimba) et électronique, Nunatak[réf. souhaitée].
En mai 2009, a eu lieu la production de Alles aber Anders, pièce radiophonique pour la radio bavaroise , d’après le journal de l’artiste plasticienne, Eva Hesse. Elle a aussi donné une série de performances Der Kreis ist rot, d’après le journal d’Oskar Schlemmer dans le cadre de la célébration des 90 ans du Bauhaus.
Elle compose son troisième album. Elle est aussi en train de composer un opéra radio en collaboration avec Stephan Krass qui devrait être produit en 2010, ainsi que la musique pour le livre audio, tiré du roman de Jenny Erpenbeck, Heimsuchung.

## Discographie

### Reichlich Weiblich
- Live in Moers (1987)

### Vladimir Estragon
- Three Quarks for Muster Mark (1989)

### Goto
- Phil Minton, FM Einheit, Haage (1995)

### Rainbirds
- Two faces (1991)
- In a different light (1993)
- Making Memory (1996)
- Forever (1997)
- 3000.live (1999)

### Stein (groupe)
- Stein (1990)
- Steinzeit (1992)
- König Zucker (1994)

### Production deHörspiele

#### Hörspielepubliés en CD
- Apokalypse live (Bayerischer Rundfunk, 1994), Ammer, Einheit, Haage (Preis der Kriegsblinden[10], Prix Italia[10]), édité chez FM 4.5.1,  (ISBN 3-934847-52-8).
- Odysseus 7 (Bayerischer Rundfunk, 1998), Ammer, Einheit, Haage ; édité chez FM 4.5.1,  (ISBN 3-934847-53-6).
- 7 Dances Of The Holy Ghost (Bayerischer Rundfunk, 1998), Ammer, Haage (nommé pour le prix futura par la ARD, Arbeitsgemeinschaft der öffentlich-rechtlichen Rundfunkanstalten der Bundesrepublik Deutschland), édité chez Sans Soleil,  (ISBN 3-88030-034-8).
- Bei Unserer Lebensweise ist es sehr angenehm, lange im voraus zu einer Party eingeladen zu werden (BR, 1999), Jane Bowles, Katharina Franck, Ulrike Haage (Hörspiel des Monats (de)[11], septembre 1999), édité chez Sans Soleil,  (ISBN 3-88030-036-4).
- Die Wüste Lop Nor (Bayerischer Rundfunk[12], ARD[13] 2000), Raoul Schrott, Musik von Ulrike Haage (Hörspiel des Monats[14], août 2000]), édité par HÖR Verlag, 2000,  (ISBN 978-3895848407).
- Reise, Toter (Bayerischer Rundfunk, 2001) Durs Grünbein, Ulrike Haage, édité chez Sans Soleil,  (ISBN 3-88030-037-2).
- Last Words : Qui Vivre Verra (Bayerischer Rundfunk, 2001), W. S. Burroughs, Ulrike Haage, Barbara Schäfer (Hörspiel des Monats[15], septembre 2001), édité chez Sans Soleil,  (ISBN 3-88030-039-9).
- Bombsong (2002), Thea Dorn, Ulrike Haage (Auftragswerk der Frankfurter Positionen), édité chez Sans Soleil,  (ISBN 3-88030-040-2).
- Ding fest machen (Bayerischer Rundfunk[16], 2003), d'après les écrits de Louise Bourgeois, édité chez Sans Soleil,  (ISBN 3-88030-041-0).
- Exakte Vision (WDR3[17], 2004), Ulrike Vosswinkel, Ulrike Haage, édité par Sans Soleil,  (ISBN 978-3880300422).
- Die Stille hinter den Worten (Bayerischer Rundfunk, 2008), Ulrike Haage, transmis le 24 février 2008, édité chez Sans Soleil,  (ISBN 978-3-88030-043-9).
- Der Wind in der Weiden (Deutschlandradio Kultur[18], transmis en quatre parties en avril 2009), d'après le texte de Kenneth Grahme.
- Alles aber anders (Bayerischer Rundfunk[19], 2009), d'après le journal d'Eva Hesse, transmis le 7 mai 2009 (il devrait sortir à la rentrée en édition limitée), édité chez Sans Soleil, septembre 2009,  (ISBN 978-3880300446).

#### Hörspielenon publiés à ce jour
- Pikdame. Pamphlets et lettres Nancy Cunard (Bayerischer Rundfunk, 2006).
- Amnesie der Ozeane (SWR2[20], 2009).

#### Autres
- Schlachtplatte, 1998 avec le groupe Stein, opérette allemande d'après le Ring, produit par le  Marstall Theater München[21].
- Imaginary Landscapes, commande musicale de podcasts.

### Collaborations
- Fragiles (2001), Meret Becker, Buddy Sacher, Ulrike Haage
- Musique pour le bonus du DVD de Requiem de Hans-Christian Schmid, 2007

### Solo
- Sélavy (2004), (nommé dans la quatrième liste des meilleurs disques en 2004 du prix de la critique allemande du disque[22], catégorie Frontière)
- Pianoscope (2005), Partition piano, édité chez Ricordi
- Weißes Land (2006), joué avec Eric Schaefer (Ingénieur du son : Ricky Ojijo)
- Le Pianoscope (2007) Klavierkompositionen für Film (Composition de piano pour film), Universal Publishing Production Music, édité numériquement pour le grand public le 2 octobre 2009.

## Sources
Cet article a été réalisé en partie par son site myspace.
La biographie extraite de Creative Europe a été consultée, ainsi que celle de hardscore.de.